# Narciso Méndez Bringa
Narciso Méndez Bringa (Madrid, 1868-Madrid,1933) fue un ilustrador, dibujante y pintor español.

## Biografía

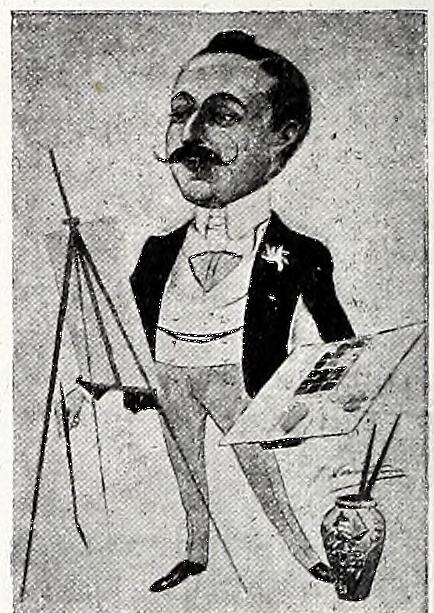
Caricaturizado en Blanco y Negro (1901)

Nacido en Madrid en 1868, obtuvo segundos premios en las Exposiciones Nacionales de Bellas Artes de 1906 y 1910.
Según García Padrino, Méndez Bringa «representó la vigencia y un concepto decimonónico de lo que era ilustrar unos textos, literarios o no, con un dibujo vigoroso, detallista en su ambientación y en la caracterización de personajes y situaciones, en imágenes destinadas a la impresión con la técnica del grabado en plancha de madera o xilografía».
Méndez Bringa también ha sido descrito como uno de los miembros del grupo de los «conservadores artistas costumbristas anclados en el gusto decimonónico» y como un artista «anclado en un pasado de tono modernista». En palabras del dibujante Ramón Cilla los jóvenes de 1936 «tiran por tierra al mejor ilustrador que hemos tenidos (sic) desde hace muchísimos años: Méndez Bringa. ¡Eso era un dibujante de cuerpo entero!».
Fue un colaborador de las publicaciones Ocurrencias, La Ilustración, The Graphic, El Arte Moderno, Caras y Caretas, La Ilustración Española y Americana, Apuntes, La Ilustración Artística, ABC y Blanco y Negro, donde fue «un ilustrador constante de todo tipo de relatos».
Fallecido en su ciudad natal el 5 de julio de 1933, fue enterrado en el cementerio de la Almudena de Madrid.

## Referencias

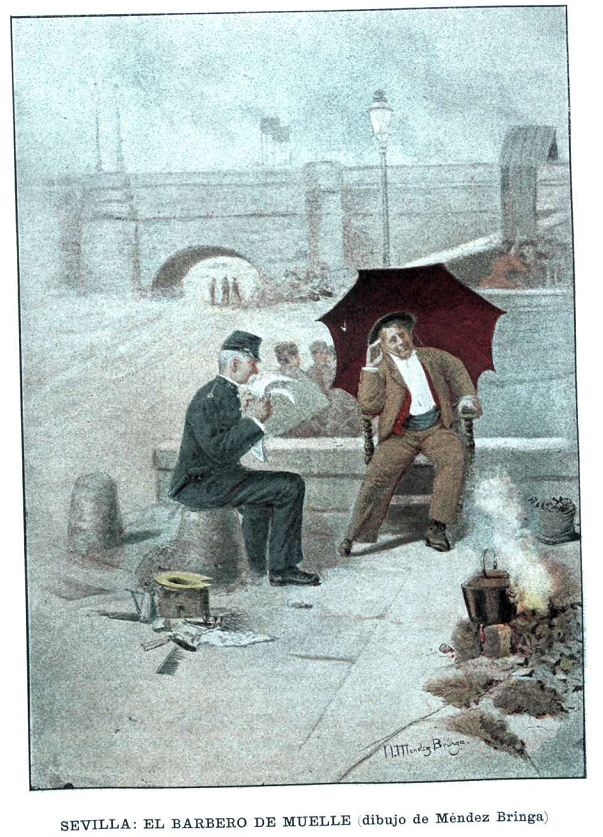
La Ilustración Ibérica (1890)
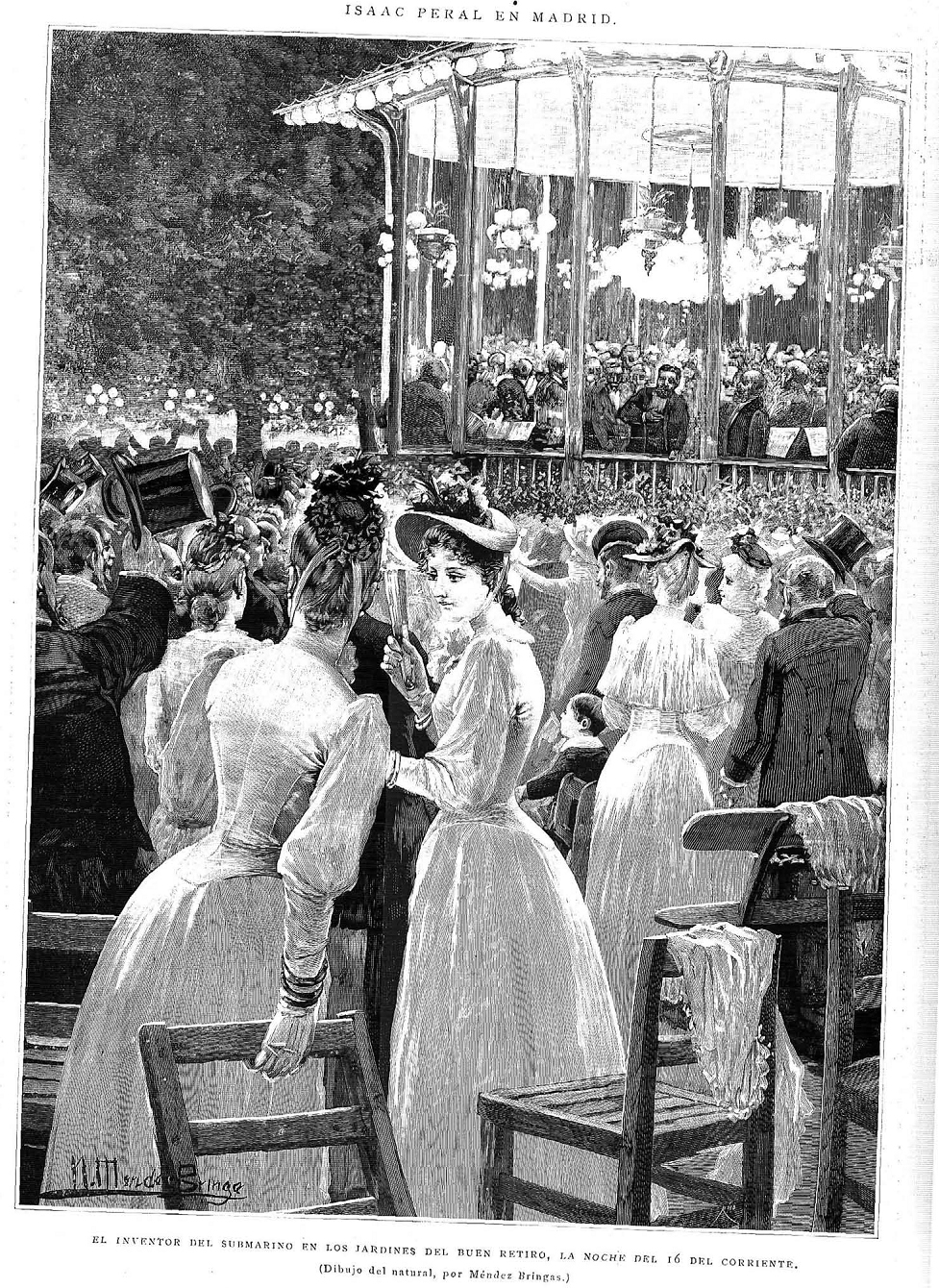
La Ilustración Española y Americana (1890)
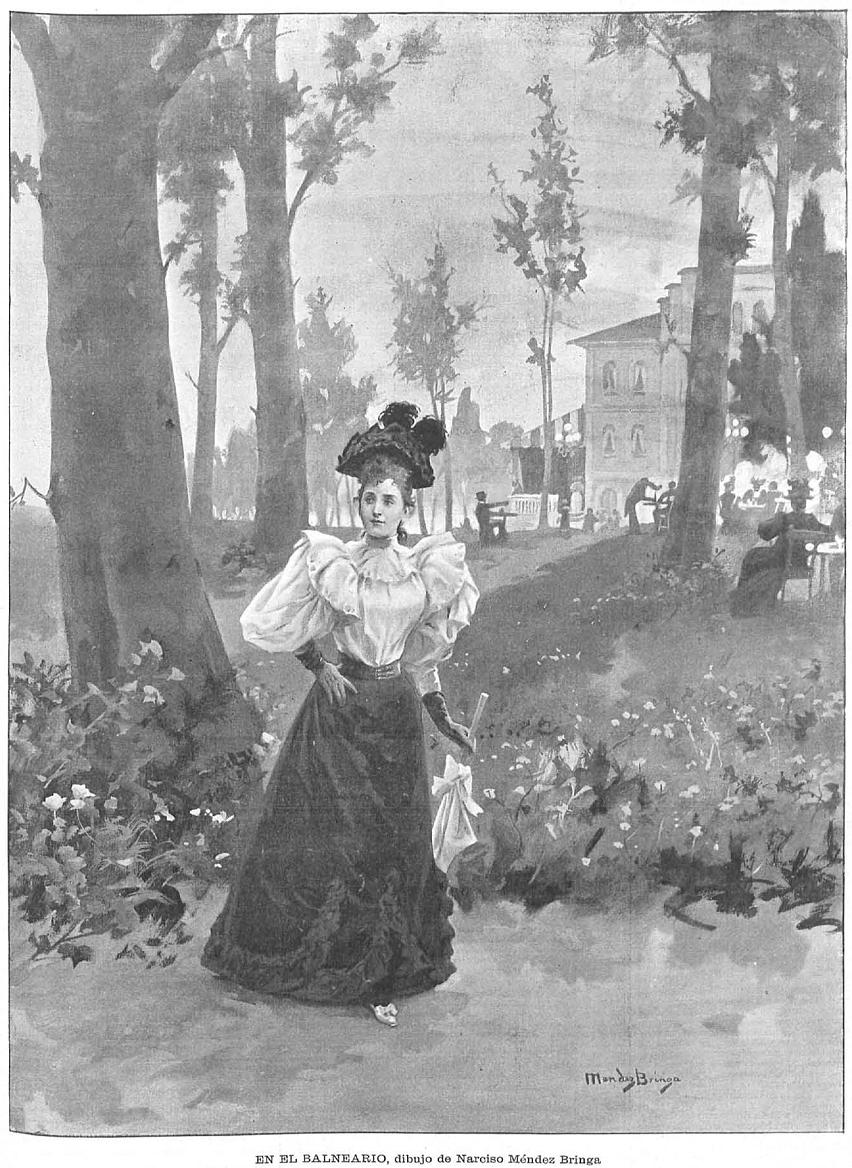
La Ilustración Artística (1895)
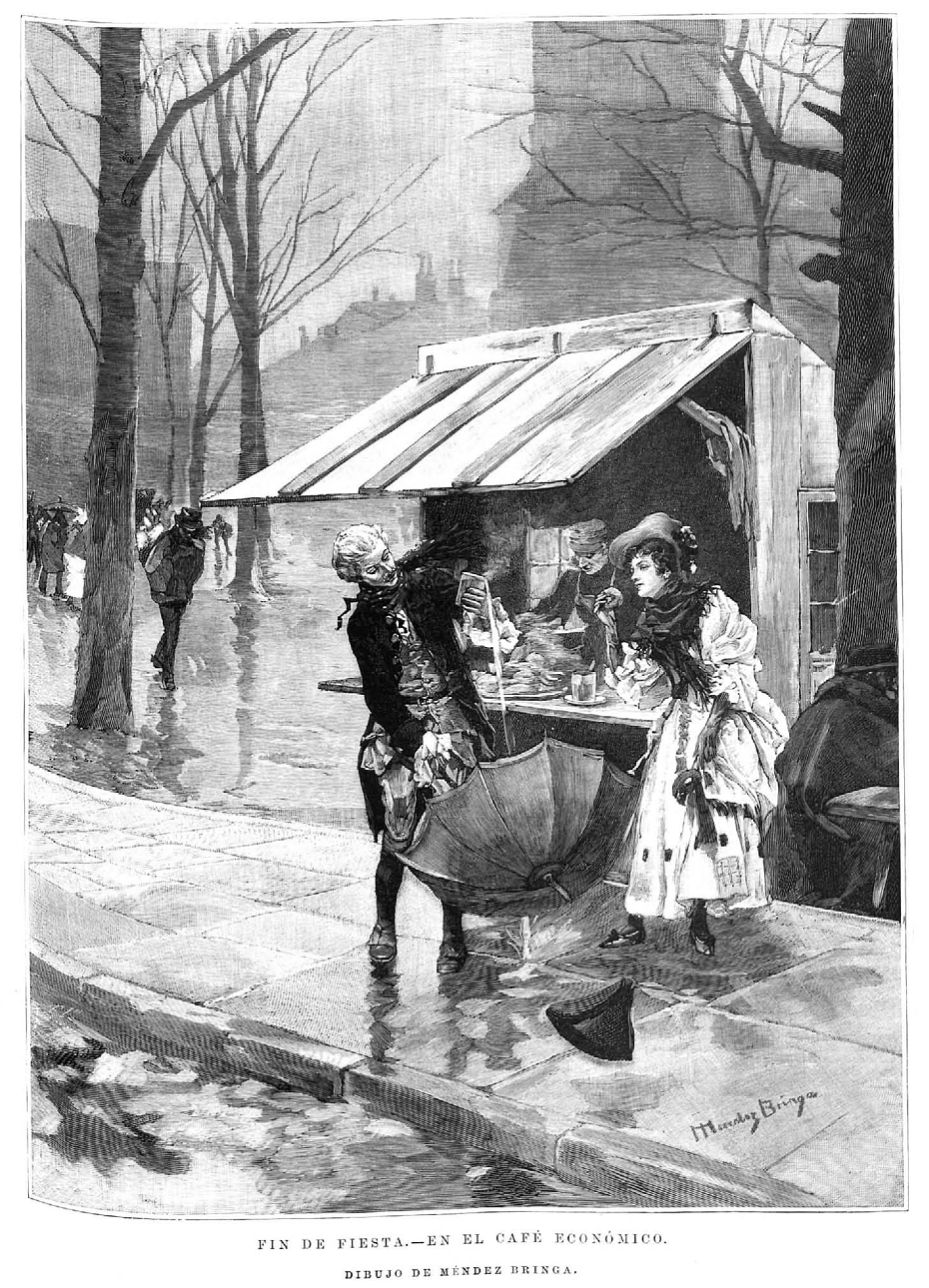
La Ilustración Española y Americana (1895)
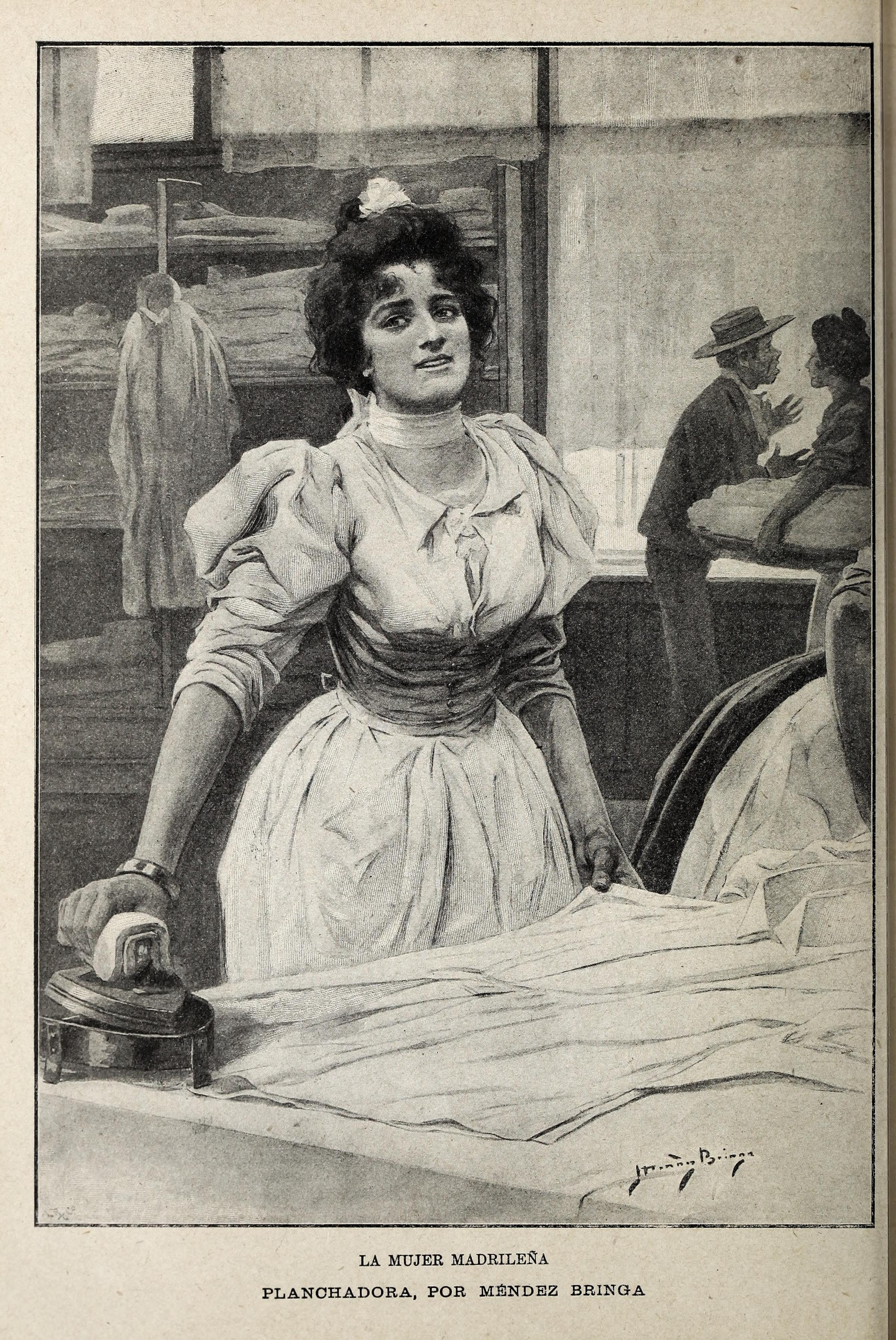
Blanco y Negro (1898)
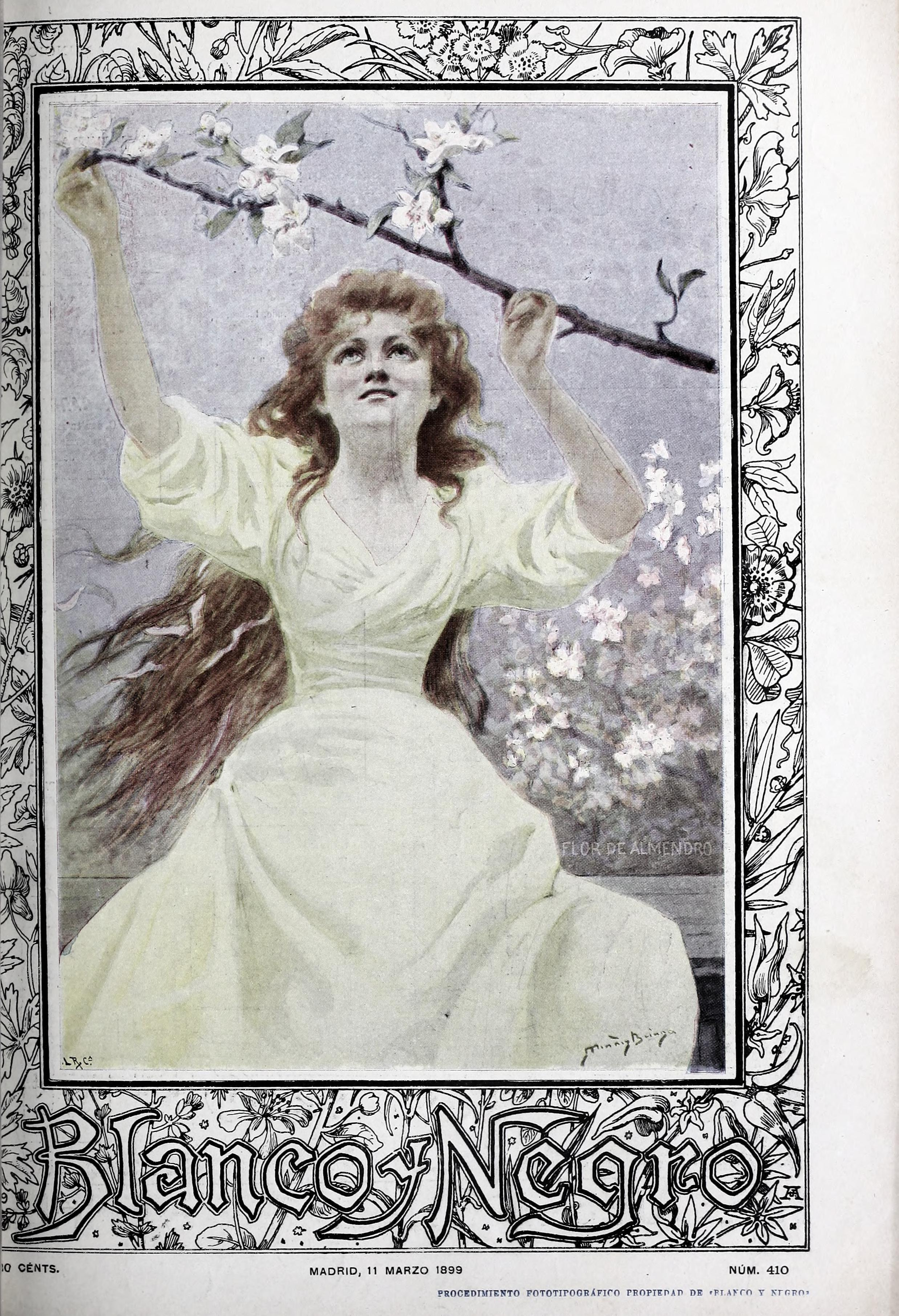
Blanco y Negro (1899)
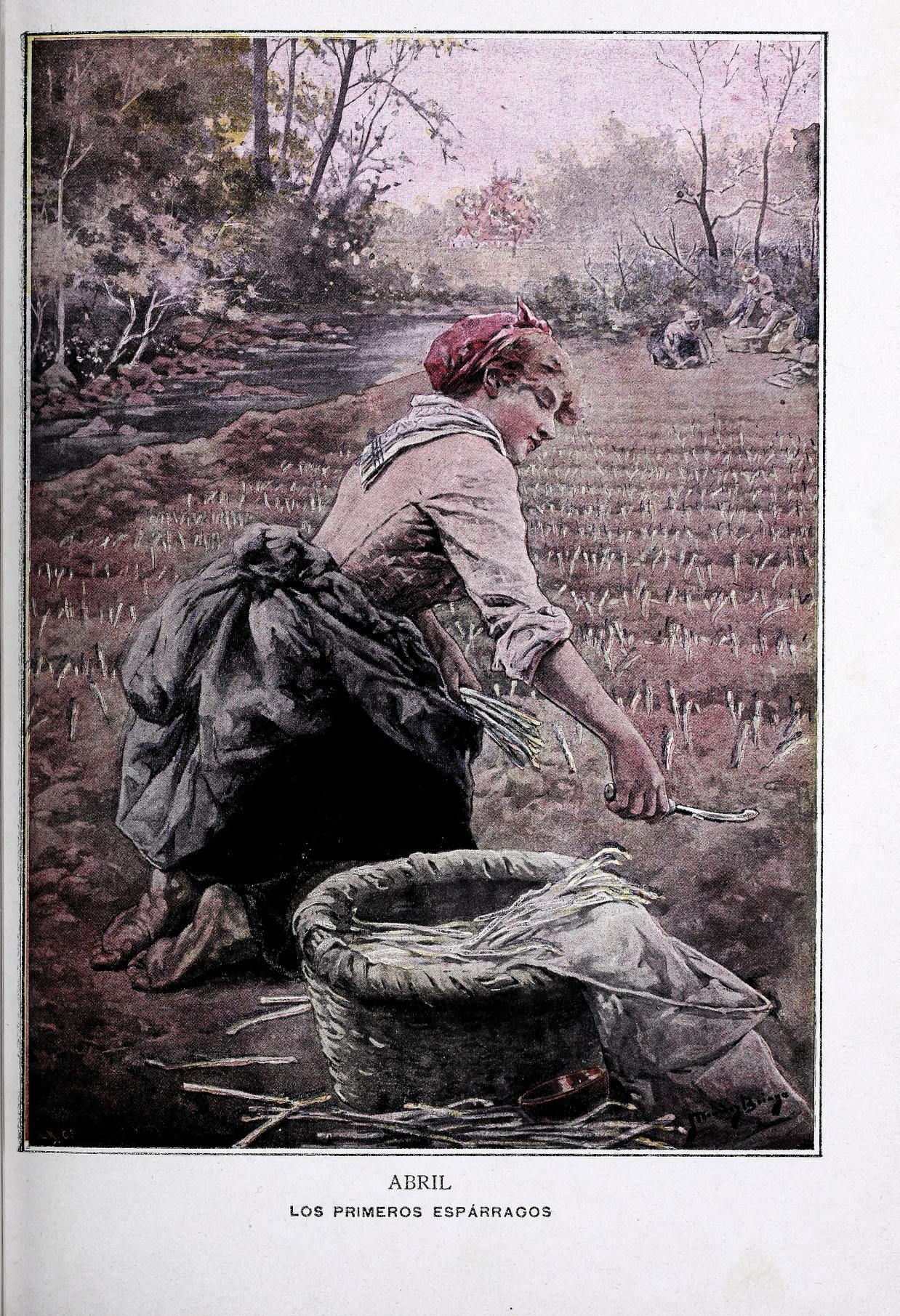
Almanaque de Blanco y Negro para 1899
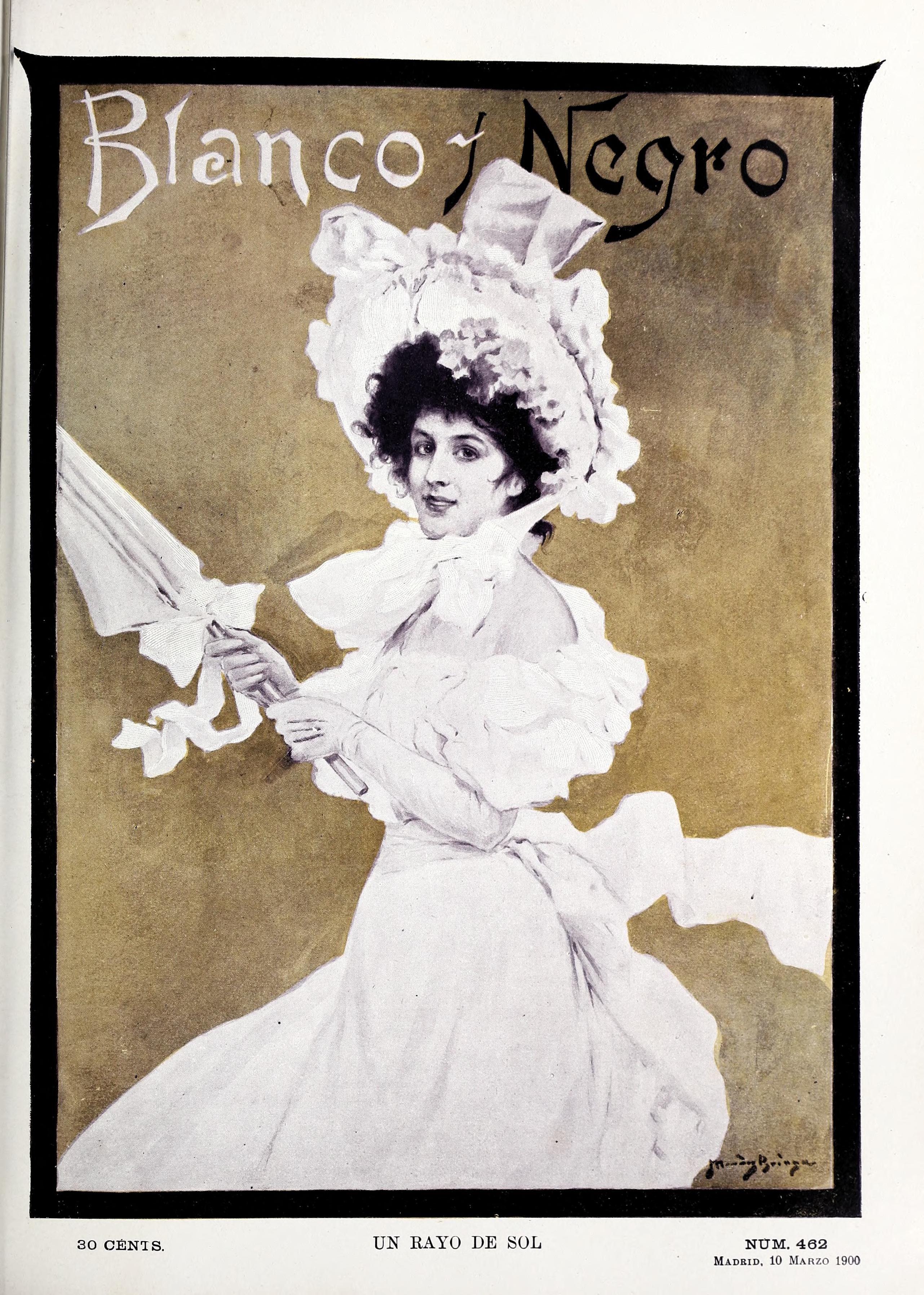
Blanco y Negro (1900)